# Rue Bernard-Palissy (Puteaux)
Ne doit pas être confondu avec Rue Bernard-Palissy.
La rue Bernard-Palissy est une voie de communication située à Puteaux dans les Hauts-de-Seine.

## Situation et accès
La rue Bernard-Palissy est desservie par la gare de Puteaux.

## Origine du nom
Autrefois désignée sous le nom de « rue Charles-X » en hommage à Charles X, roi de France et de Navarre de septembre 1824 à août 1830, cette rue porte le nom du potier et émailleur Bernard Palissy (1510-1590).

## Historique

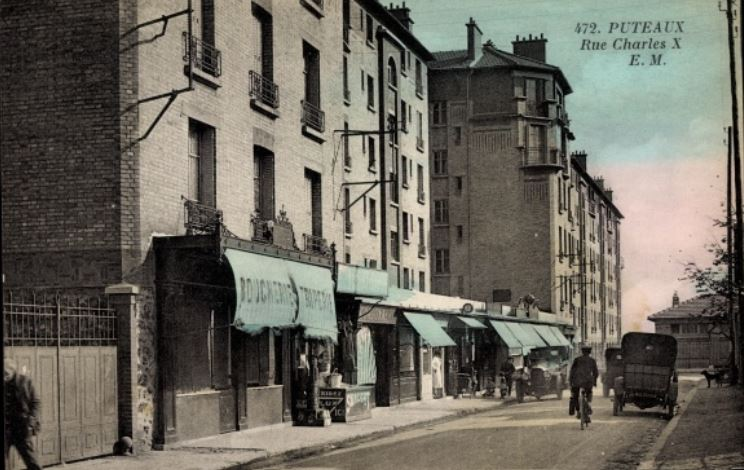
Rue Bernard-Palissy, rue Charles-X.

La seigneurie de cet endroit appartenait à l'abbaye de Saint-Denis, puis à la Maison royale de Saint-Louis, dite Dames de Saint-Cyr.

## Bâtiments remarquables et lieux de mémoire
- Cimetière ancien de Puteaux, ouvert en 1848.
- Butte de Chantecoq.
- Ancien couvent des Petites Sœurs de l'Assomption, transformé en école maternelle. Ce couvent, aussi dénommé Couvent des Religieuses de la Maison royale de Saint-Louis, aurait été construit au XVIIe siècle[2]. En 1900, les Sœurs de l'Assomption habitaient au no 109, avenue de Saint-Germain, aujourd'hui l'avenue du Général-de-Gaulle[3].
- Résidence Palissy, édifiée en 1961[4].